# Желязко Троев
Желязко Делчев Троев е български офицер, генерал-майор от МВР.

## Биография
Роден е на 15 октомври 1914 г. в старозагорското село Винарово. От 1931 г. е член на РМС, а от 1935 г. и на БКП. През 1929 г. завършва 3 клас в родното си село. След това започва да учи в Търговската гимназия в Стара Загора. Там участва в марксистко-ленински кръжоци и от 1931 г. става член на РМС. В гимназията поддържа връзка със секретаря на Окръжния комитет на БКП в Стара Загора Петко Кацаров. На 23 февруари 1934 г. Желязко Троев е изключен от гимназията за комунистическа дейност. След това се записва в търговската гимназия „Васил Априлов“ в София, за да завърши 8 клас. Там през май 1934 г. е арестуван, но освободен след 15 дни. Завършва и през 1935 г. се записва да учи финанси в Свободния университет в София (днес УНСС). По това време става технически сътрудник на ЦК на БКП по предложение на Петър Нешев. След като последния е арестуван работи в партийна група при кооперативен стол на днешния булевард „Христо Ботев“. От 1939 до 1940 г. е войник в Санитарната школа в Пловдив. От началото на 1941 г. постъпва на работа в АД „Български имекс“. Арестуван е и на 1 септември 1941 г. е интерниран в лагера „Еникьой“. Освободен е от там на 8 януари 1942 г. Мобилизиран е на 20 март 1942 г. в четиридесет и седми пехотен ардински полк. Излиза в запас в края на същата година и на 30 февруари 1943 г. отново е интерниран в „Еникьой“. От там излиза на 28 октомври 1943 г. Отново е мобилизиран този път в седемдесети пехотен полк, част от първи окупационен корпус в Сърбия. През август 1944 г. става партизанин във Войнишкия партизански батальон „Петко Напетов“ в Югославия след като неговата част е пленена от югославски партизани. През октомври 1944 г. е назначен за помощник-командир на първа дружина от тридесет и шести пехотен козлодуйски полк. От 10 септември 1945 г. е назначен за инспектор от Държавна сигурност, а от 1947 г. е началник на отделение ОМВ. Отговаря за трудово-възпитателните селища към Държавна сигурност. От 1950 до 1951 г. е временен началник на отдел IX (обслужване войски МВР и милицията) на ДС. През февруари 1951 г. е назначен за началник на отдел XI (проучване и проследяване) на Държавно сигурност. Известно време е началник на отделение „Кадри-ДДС“. През 60-те и 70-те години е началник на отдел „Затвори“ към Министерството на правосъдието. Остава на този пост до 1974 г. Награждаван е с орден „Георги Димитров“ (1984).